# Safia Farhat
Safia Farhat (arabe : صفية فرحات), de son nom complet Safia Foudhaili Farhat, née en 1924 à Radès et morte le 7 février 2004 dans la même ville, est une pionnière des arts plastiques en Tunisie, à la fois dessinatrice, peintre, céramiste, tapissière et décoratrice.

## Biographie
En 1949, elle participe au mouvement artistique de l'École de Tunis fondée par Pierre Boucherle.
Elle est diplômée de l'École des beaux-arts de Tunis dont elle est enseignante durant les années 1950 puis devient directrice à la fin des années 1960.

### Engagement
En 1959, elle fonde la revue Faïza afin d'accompagner les premiers pas des Tunisiennes dans l'espace public à la suite de l'adoption par la Tunisie du Code du statut personnel. Quatre ans plus tard, en 1963, elle cofonde la société Zine avec l'artiste Abdelaziz Gorgi. Cette entreprise se voit confier la décoration de plusieurs espaces publics, instaurant ainsi une nouvelle esthétique pour l'État naissant.
En 1966, elle assure la direction de l'École des beaux-arts de Tunis, devenant la première Tunisienne à occuper ce poste. Elle y initie une réforme profonde de l'enseignement de l'art, le hissant au rang de l'université.
Après sa mission aux beaux-arts, Safia Farhat et son mari, Abdallah Farhat, fondent en 1981 le Centre des arts vivants de Radès, dont ils font don à l'État tunisien. Dans sa pratique artistique, elle s'illustre dans la réalisation de vitraux, dessins, tableaux, bas-reliefs, fresques et surtout des tapisseries décoratives, dont plusieurs figurent sur les murs de plusieurs banques et établissement publics tunisiens.

### Héritage
En décembre 2016, un musée portant son nom et dédié à sa mémoire est inauguré par sa famille et l'artiste Aïcha Filali, sa nièce et la directrice du Centre des arts vivants de Radès. Le musée Safia-Farhat se trouve dans la région de Radès où elle est née, a vécu et travaillé jusqu'à sa mort.
À la Biennale de Venise 2022, la tapisserie Gafsa & ailleurs, réalisée en 1983, est exposée à l'arsenal.